# Дэйв Каммингс
Дэйв Ка́ммингс (англ. Dave Cummings, настоящее имя — Дэ́вид Чарльз Ко́ннерс англ. David Charles Conners, 13 марта 1940, Саратога-Спрингс, Нью-Йорк — 5 октября 2019, Ошенсайд, Калифорния) — американский порноактёр, по собственному утверждению — «старейшая активная порнозвезда».

## Биография и карьера
Биография Дэйва Каммингса необычна для порноактёра: он имел степень бакалавра наук в области экономики и степень магистра в области государственного управления; кроме того, он провёл более 25 лет в качестве офицера армии США, выйдя в отставку в звании подполковника. Он был женат в течение 22 лет, имел двоих детей и четырёх внуков.
Каммингс начал актёрскую карьеру в возрасте почти 55 лет, и впоследствии считался крупной «порнозвездой», снявшись более чем в 500 фильмах для взрослых и имея репутацию выносливого в сексуальном плане человека. Утверждал, что принимает виагру только при съемках нескольких сексуальных сцен подряд или при работе с очень требовательными режиссёрами. Член Зала славы AVN с 2007 года и Зала славы XRCO с 2011 года.

## Смерть
Умер во сне 5 октября 2019 года в возрасте 79 лет. Последние годы жизни боролся с болезнью Альцгеймера.